# Anthony Jackson-Hamel
Anthony Jackson-Hamel (Ciudad de Quebec, Quebec, 2 de agosto de 1993) es un futbolista canadiense, de ascendencia dominicana.

## Trayectoria
Jackson-Hamel nació en la ciudad franco-canadiense de Quebec, al igual que madre, y su padre es de Santo Domingo (República Dominicana), razón por la cual tiene doble nacionalidad. Anthony jugó en las divisiones inferiores del Montreal Impact desde 2010 y comenzó su carrera como jugador profesional para dicho club en la Major League Soccer de 2014. Debutó el 2 de agosto de ese año en un partido contra el Toronto FC. Convirtiéndose así en el primer jugador de origen dominicano en un jugar un partido oficial en la MLS.

## Selección nacional
Jackson-Hamel jugó dos partidos con la selección sub-20 de Canadá durante el Campeonato Sub-20 de la Concacaf de 2013, en México. El 6 de octubre de 2016, hizo su debut absoluto con Canadá en un partido amistoso contra Mauritania.

## Clubes
| Club            | País   | Año       |
| --------------- | ------ | --------- |
| Montreal Impact | Canadá | 2014-2020 |